# 情留半天
《情留半天》（英語：Before Sunrise）是一部1995年的美國愛情電影，由理查德·林克莱特（Richard Linklater）導演。导演赢得柏林影展最佳導演獎。
故事發生在一列往維也納的列車上，年輕的美國男生傑西（Jesse，伊桑·霍克飾）遇上年輕的法國女生席琳（Celine，朱丽·德尔比飾），兩人一見如故，談話不絕，最後決定一起在維也納渡過一天。
故事没有一般电影的常规情节，而代以两位主角间不斷的交談。包括對於人生的想法及洞察，有關愛情的想法等。两人在那一天的有限時間內相聚，而在第二天分開。
本片是“爱在三部曲”的第一部。於九年後的2004年，故事的第二部《愛在日落巴黎時》（Before Sunset）上映，男女主角於此片發生後九年在巴黎重遇。系列的最後一部《愛在午夜希臘時》（Before Midnight）於2013上映。

## 情節
影片开始时，杰西（Jesse）在从布达佩斯出发的火车上遇见席琳（Celine ），并与她交谈起来。 杰西要去维也纳搭乘返回美国的航班，而塞琳在探望她的祖母后正返回巴黎的大学。当他们到达维也纳时，杰西说服席琳和他一起下火车。因为杰西一大早就要赶飞机，没有足够的钱租一个房间过夜，于是他们决定在维也纳闲逛。
在参观了维也纳的几个地标之后，他们在日落时分在 Riesenrad 摩天轮的顶部接吻随着他们继续在城市中漫无目的地游荡，他们开始更坦诚地交谈，话题涉及爱情、生活、宗教以及他们对这座城市的观察。
席琳告诉杰西，她的上一个男朋友六个月前和她分手了而杰西透露他最初来欧洲是为了和在马德里读书的女友共度时光，但后来他们分手了。 于是他决定乘坐便宜的航班离开欧洲，离开维也纳，但飞机两周都没有起飞，所以他买了一张 Eurail 通票环游欧洲。
当他们沿着运河行走时，一个男人走近他们，他没有乞求，而是主动提出用他们选择的词为他们写一首诗。 Jesse 和 Céline 决定使用“奶昔”这个词，并很快收到诗歌《妄想天使》。在一家咖啡馆里，杰西和席琳假装打电话给对方，假装打电话给对方的朋友。 席琳透露，在杰西说服她之前，她已经准备好和杰西一起下火车。
他们承认自己对彼此的吸引力以及夜晚给他们带来的美好感受。因为他们明白他们离开后可能再也没有机会见面，所以二人决定充分利用剩下的时间， 那时，杰西解释说，如果可以选择，他会娶她，而不是再也见不到她。 第二天一早，当火车即将离开时，两人匆忙同意六个月后在同一地点见面。

## 背景
这部片子的灵感来自于导演理查德·林克莱特的一段真实经历，1989年的费城，理查德·林克莱特和艾米·赖豪普特相遇，他们相遇相知，漫步闲聊，度过了愉快的一晚，分离之时互留了电话号码。但距离没有产生美，只是产生了距离，他们的关系也随着时间走散。
1994年导演开始拍摄《爱在黎明破晓前》，他或许也希望艾米能够看到这部电影，在电影的演职员表后，有写道导演将这部片子献给了一个叫Amy Lehrhaupt的人。但导演不知道的是，艾米在电影拍摄的几周前死于一场车祸，而这件事在2010年才被理查德·林克莱特得知，世事无常。

## 演员表
- 伊芬·鶴健 - 傑西（Jesse）
- 茱莉·蝶兒 - 席琳（Celine）
- Andrea Eckert - 在火車上吵架的妻子
- Hanno Pöschl - 在火車上吵架的丈夫
- Erni Mangold - 手相師
- Dominik Castell - 河邊的詩人
- 阿當·高拔（Adam Goldberg）- 睡在車內的人 (未掛名)、

职员表
制作人：格里高利·雅各、Wolfgang Ramml、Gernot Schaffler、John Sloss、安妮·沃克-麦克贝、Ellen Winn Wendl
导演：理查德·林克莱特
副导演（助理）：John Buche、E. Otto Sperl

## 角色介绍
杰西
杰西是美国青年，他在开往巴黎的火车上遇到了塞利娜，他原本要去维也纳转机飞回美国，但是当列车到达维也纳的时候，杰西说服塞利娜和他一起下车去。因为无钱在旅馆里过夜，所以两个人在维也纳城里游览。在他们多次谈话之中，两个人燃起了爱的火花。
塞利娜
塞利娜是法国学生，原本她打算去布达佩斯探望祖母后返回巴黎的大学，但是她和杰西一起游览了维也纳城，这期间，二人交换彼此对生活和爱情的想法，在日落时分，他们第一次拥抱、接吻。两个人分别之时，约定半年之后在离别的车站重新相会。

## 制作&选角
在前期制作方面，电影制作人可能花费了相当多的时间来选择合适的演员来扮演杰西和席琳的主角。伊桑·霍克（Ethan Hawke）和朱莉·德尔皮（Julie Delpy）最终被选中是因为他们的化学反应和将角色带入银幕的能力。
前期制作期间的其他重要考虑因素包括拍摄地点的选择，以及剧本和故事板的创作。电影拍摄地点主要在奥地利维也纳，电影制作人花了大量时间完善剧本，以确保它准确地传达了故事的主题和情感。
配角的选角和关键剧组成员的聘用，如电影摄影师和制作设计师，也是前期制作期间做出的重要决定。总的来说，《日出前》的前期制作阶段对于为电影的成功奠定基础，并确保所有元素结合在一起，创造一种难忘和感人的电影体验至关重要。
主體拍攝於1994年6月20日開始，於維也納進行製作。

## 評價荣誉
爛番茄根據46條評論，持有100%的新鮮度，平均得分10／10，觀眾投票獲得93%的分數，平均得分為4.7／5。在Metacritic上，電影獲得77分。
- 2010年《卫报》评选影史25部最佳爱情片第三名、读者评选第二名[6]。

影片评价
从相识到相知，恋爱中的各种小心思和小动作，都在影片中得到了细腻呈现，让观众会心一笑之后又觉得温暖而窝心。对于聊天这件事，《爱在黎明破晓前》是经典，两位主角从头聊到尾，看得出并非尬聊，而是趣味相投，电影在两位的唠嗑中经历分合，演绎人生。
该片中，好莱坞爱情电影的故事情节几乎全然不存在。相反，观众看到的是无拘无束的漫谈：关于父母亲、关于音乐、关于过去的男友或女友，以及死亡。他们甚至装扮不同角色假装打电话交谈。男女主人公之间显然存在性吸引，但这种性吸引通过缓慢、温馨的手法体现出来。这部电影的中心是男女之间的攀谈，而不是他们的性关系。但这样却更加浪漫。男女交谈与性交的对比，就好似衣着与赤裸人体的对比。前者富有无穷尽的变化、逗趣、伪装或个性表达；而后者不过是一锤子买卖（《好莱坞电影类型歷史、经典与叙事》评）。
获奖记录
1995年第45届柏林国际电影节金熊奖  -  提名
1995年第45届柏林国际电影节银熊奖  -  最佳导演奖得主
1995圣丹斯电影节
1996年芝加哥影评人协会最佳编剧

## 音乐原声
艺人： Soundtrack
语种： 英语
唱片公司： Milan Records
发行时间： 2004年7月6日
专辑类别： 原声带、影视音乐
1. Je T'aime Tant
2. Living Life--Kathy McCarty
3. A Walz For A Night
4. 'Andante' From Sonata For Viola Da Gamba In G Major, BWV 1027
5. Dido And Encas Overture
6. An Ocean Apart
7. Come Here—Kath Bloom
8. Varianto 25 From The Goldberg Variations In G Major, BWV 988—Igor Kipnis
9. The Human Pump—Harald Waiglein
10. Dancing With Da Rat
11. Trapeze—Lou Christi

## 制作与发行
上映时间
美国1995年1月27日
阿根廷1995年4月13日
法国1995年3月29日
意大利1995年4月14日
德国1995年3月30日
英国1995年4月20日
瑞典1995年3月31日
丹麦1995年4月28日
瑞士1995年3月31日
爱尔兰1995年5月5日
制作公司
1. Filmhaus Wien Universa Filmpro
2. Detour Filmproduction （美国）
3. Sunrise Production
4. Castle Rock Entertainment （美国）
5. 哥伦比亚影业公司 （美国）
6. Filmhaus Wien Universa Filmproduktions

## 反响
《爱在黎明破晓前》获得了很多观众的一致好评，其微妙而细致入微的故事情节、强大的表演和引人注目的人物形象而备受赞誉，是一部可以给观众留下深刻印象的电影。许多影迷发现这部电影是对人际关系复杂性的一次引人入胜的、发自内心的探索，对两个被彼此吸引的陌生人之间的联系进行了感人而现实的刻画。
一些观众特别被这部电影的对话所吸引，这段对话通常被描述为富有洞察力、智慧和发人深省。甚至有人将它称为纯粹的电影辉煌。也有人则欣赏这部电影对维也纳的描绘，那里有美丽的风景和浪漫的氛围，这是故事的完美背景。

## 外部連結
- 互联网电影数据库（IMDb）上《情留半天》的资料（英文）
- 豆瓣电影上《情留半天》的資料 （简体中文）
- Metacritic上《Before Sunrise》的資料（英文）